# Yun Sim-deok
Yun Sim-deok (윤심덕?, 尹心悳?, Yun Sim-deokLR, Yun Sim-tŏkMR; Pyongyang, 25 luglio 1897 – 4 agosto 1926) è stata una cantante coreana, considerata il primo soprano professionista del paese.

## Biografia
Yun nacque a Pyongyang nel 1897, seconda figlia di una famiglia povera e devotamente cristiana. Aveva una sorella maggiore (Sim-seong), una sorella minore (Seong-deok, che insegnò musica all'Università femminile Ewha dal 1932 al 1937, per poi diventare un soprano) e un fratello minore (Gi-seong, che fu un baritono). Studiò alle scuole medie e superiori femminili, e si diplomò al Kyongsong Women's Teaching College di Seul nel 1914, dopodiché diventò un'insegnante di scuola primaria a Wonju e si dedicò intanto al teatro. Dopo aver insegnato per un anno si trasferì in Giappone, dove diventò la prima coreana a studiare alla Scuola di musica di Tokyo. Nel 1921 incontrò uno studente di letteratura inglese all'Università di Waseda, Kim U-jin, con il quale ebbe una relazione extraconiugale. Kim, infatti, era sposato e aveva un figlio, rimasto in Corea con la madre.
Dopo essersi diplomata alla scuola di musica, Yun tornò in Corea, dove esordì come soprano nel 1923 al Central Youth Center del distretto di Jongno. Sebbene il pubblico fosse rimasto colpito dalla sua voce potente, non riuscì a guadagnarsi da vivere eseguendo i classici della musica occidentale e diventò una cantante pop e un'attrice per mantenersi.
Il 1º agosto 1926, Yun terminò di incidere alcune canzoni presso la compagnia Nitto di Osaka. Tra i brani figurava il Salmo della morte, cantato sulla melodia de Le onde del Danubio di Iosif Ivanovici, eseguita al piano da una delle sorelle di Yun, mentre le parole erano state scritte dalla stessa cantante. Pochi giorni dopo, intorno alle 4 del mattino, Yun e Kim U-jin si tuffarono in mare da una nave passeggeri diretta da Shimonoseki a Pusan, all'altezza dell'isola di Tsushima, e annegarono. Le ragioni del gesto sono sconosciute. La notizia ottenne particolare risalto in Corea, e il Salmo della morte vendette 100 000 copie in seguito al decesso della sua esecutrice.

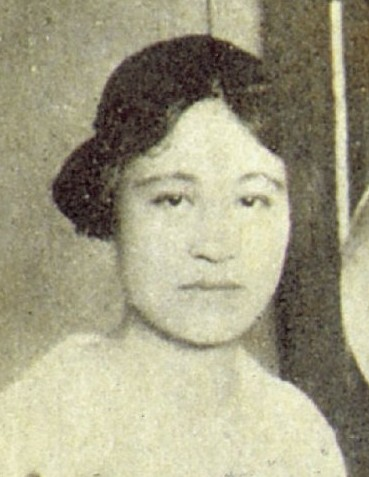
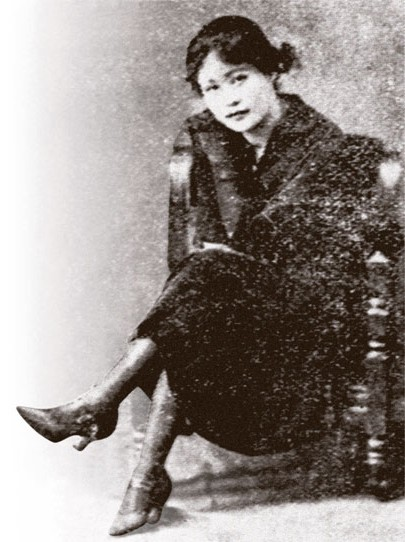
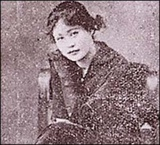

## Eredità
La sua registrazione più nota, il Salmo della morte del 1926, è considerata la prima canzone "popolare" coreana (yuhaeng changga).
Furono prodotti due film su Yun. Il primo, una pellicola del 1969 intitolata Yun Sim-deok, fu diretto da An Hyeon-cheol e vide Moon Hee nel ruolo della protagonista. Il secondo, prodotto nel 1991 e intitolato Sa-ui chanmi (Salmo della morte), venne diretto da Kim Ho-sun e interpretato da Chang Mi-hee. Vinse numerosi premi in Corea del Sud, incluso Miglior film ai Bue Dragon Film Award e ai Chunsa Film Art Award del 1991. Una miniserie, Hymn of Death, fu trasmessa nel 2018 dalla SBS e si concentrò sulla storia d'amore tra Yun e Kim U-jin, interpretati rispettivamente da Shin Hye-sun e Lee Jong-suk.